# ハマザクロ科
ハマザクロ科（ハマザクロか、またはマヤプシキ科（マヤプシキか）：Sonneratiaceae）は双子葉植物の科のひとつ。多くは低木またはつる植物からなり、オセアニア・東南アジアからインド洋諸島・アフリカにかけての熱帯に分布する。花は多くは両性で、雄蕊が多数あり、花弁は小さい（ないものもある）。

## 属
ハマザクロ属（Sonneratia）とDuabanga の2属、7種があり、日本では先島諸島のマングローブ構成樹種としてハマザクロ（別名マヤプシキ）が自生する。APG植物分類体系では独立の科とせずミソハギ科に含めている。
- ハマザクロ属 Sonneratia
- Duabanga